# 2014年高雄市登革熱疫情
2014年高雄市登革熱疫情為2014年下旬於中華民國高雄市所發生的登革熱疫情。主要疫情集中在三民區、鳳山區、前鎮區等。

## 疫情發展
2014年高雄市登革熱疫情，因為暖冬加上四年一次大流行的關係，疫情難以控制，病例數為12年來的新高。根據衛生福利部疾病管制署統計，至2014年11月3日，台灣的登革熱已經累計9062例，其中高雄市就有8636例，是自2002年破5千例以來最高的紀錄。
2014年11月，為防止疫情，高雄市政府衛生局除舉辦抓蚊子比賽，未來將引海水灌注三民區等疫區水溝滅蚊。
2014年11月10日，台灣登革熱本土病例突破1萬例，當日下午高雄市政府衛生局引五噸海水，在疫情最嚴重的三民區本館里大興街灌入三處水溝，觀測是否能消滅孑孓。衛福部疾病管制署同月18日公布上周一新增20例登革出血熱病例，人數上升，其中2人死亡。
2014年11月19日，民主進步黨提名高雄市議員選舉三民區候選人林進興在三民區候選人政見發表會抨擊，高雄市登革熱疫情嚴重，高雄市政府衛生局卻說「登革熱四年一輪、好壞照輪」，讓他聽不下去；他說，高雄市登革熱疫情嚴重，高雄市政府衛生局難辭其咎，衛生局卻怪罪市民家裡放積水養蚊子，「難道是我們自己家裡弄不好才這樣的嗎？水溝也有水，這是市府工作，有做好嗎？」他說，衛生局說要引海水入排水溝「鹹死」蚊子，「代表孑孓不只在家裡而已，水溝也很嚴重」。
2016年4月22日，國家衛生研究院在行政院統合指揮下，分別在台南、高雄設立「國家蚊媒傳染病防治研究中心」，時任行政院院長張善政表示，中央和地方充分配合，中央做研究資源，地方做第一線防疫，防疫需求反映給中央單位讓他們去做深入研究，讓防疫措施有效果。將中心設置在南部，是因傳染病本身有在地特性，相信能充分展現防治效果。